# Даузер, Лукас
Лукас Даузер (нем. Lukas Dauser; род. 15 июня 1993, Эберсберг, Бавария) — немецкий гимнаст, член национальной сборной. Серебряный призёр Олимпийских игр 2020 года и чемпион мира 2023 года в упражнении на параллельных брусьях. Серебряный и бронзовый призёр чемпионатов Европы.

## Биография
Лукас Даузер родился 15 июня 1993 года в Эберсберге.
Среди личных увлечений выделяет дартс, общение с друзьями и просмотр спортивных соревнований.

## Карьера
Начал заниматься гимнастикой в шестилетнем возрасте в Унтерхахинге, на это повлияли его сёстры, которые также являются гимнастками.
Даузер вошёл в первую немецкую гимнастическую лигу в возрасте 19 лет. Ранее он тренировался в Берлине, при этом представлял два гимнастических клуба — TSV Unterhaching и KTV Straubenhardt из Баварии и Баден-Вюртемберга, соответственно.

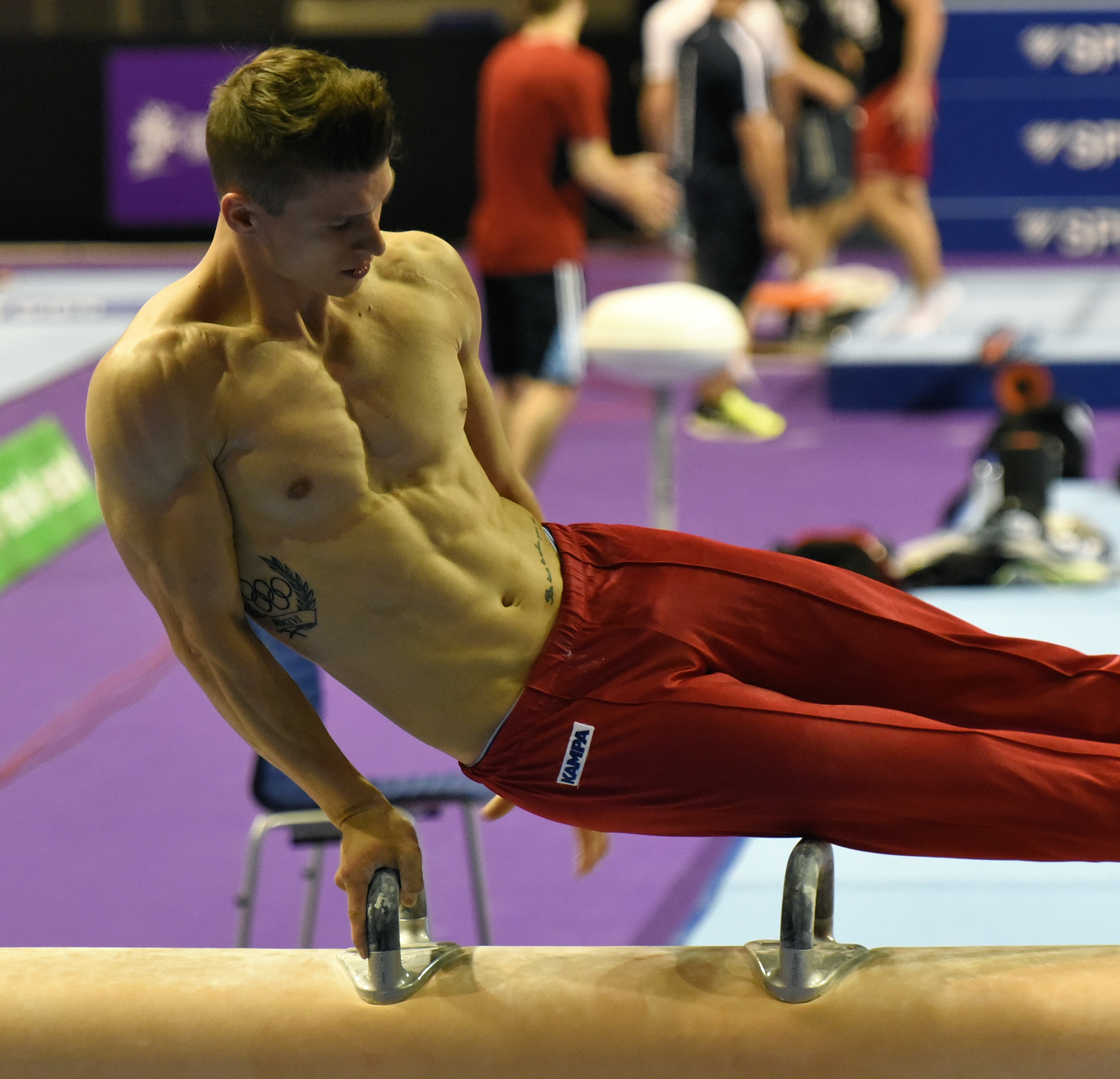
Лукас Даузер на коне, 2017

Его международный дебют на крупном турнире состоялся на чемпионате мира 2014 года в Наньнине. Там он занял восьмое место в составе сборной Германии в командном первенстве. В том же году Даузер выполнил новый элемент на брусьях во время Кубка вызова в португальской Анадии. Позднее Международная федерация гимнастики официально назвала в его честь элемент на брусьях, включающий мах назад с элементом Макута.
В 2016 году Даузер стал чемпионом страны на брусьях, набрав даже больше очков, чем Марсель Нгуен, действующий на тот момент чемпион страны на брусьях. В предолимпийской квалификации сборная Германии заняла первое место, а Даузер завершил соревнования четвёртым на брусьях. 10 июля главный тренер сборной Германии Андреас Хирш предложил включить Даузера в национальную сборную на летние Олимпийские игры 2016 года в Рио-де-Жанейро. Там Даузер вместе с товарищами по команде Андреасом Бретшнайдером, Фабианом Хамбюхеном, Марселем Нгуеном и Андреасом Тобой набрали 261,275 балла и заняли седьмую позицию в финале командного многоборья.
3 августа 2021 года Даузер стал серебряным призёром в соревновании на параллельных брусьях, опередив турка Ферхата Арыджана и уступив китайцу Цзоу Цзинъюаню.